# Мибамбве IV
Мибамбве IV (руанда и нем. Mibambwe IV ; ? — декабрь 1896, Ручуншу, Германская Восточная Африка) — представитель руандийского монархического рода, король (мвами) Руанды (1895—1896).

## Биография
При рождении имел имя Рутариндва. В 1889 г. отец, король Кигели IV, назначил его своим соправителем, фактически сделав автоматическим преемником.
После неожиданной смерти отца в 1895 г. во время экспедиции на территории современной Демократической Республике Конго он был назначен мвами (королём) Руанды.
Стал жертвой политической интриги во главе со своей мачехой Канжогерой, которая стремилась посадить на трон своего собственного сына. Решающим этапом противостояния между фракциями короля и королевы-матери стал заговор под названием переворот Ручуншу, названный в честь холма, на который Рутариндва перенёс свой двор. После поражения в битве он покончил жизнь самоубийством, а его дом был сожжён.